# Gremlinii
Gremlinii  este un film fantastic de groază, de comedie, american din 1984 regizat de Joe Dante, distribuit de Warner Bros.. În rolurile principale joacă actorii Zach Galligan, Phoebe Cates.
Filmul prezintă povestea unui băiat care primește drept animal de companie o creatură ciudată numită mogwai. Aceasta se înmulțeşte când este udată, acestea în urma hrănirii după miezul nopții se transformă în alte creaturi mici, monștri răi și distructivi numiți gremlini. Povestea filmului este continuată în Gremlinii 2 (Gremlins 2: The New Batch), film lansat în 1990. Spre deosebire de continuarea sa, filmul original este compus în majoritate din elemente de comedie neagră. Ambele filme au fost centrul unor mari campanii comerciale.

## Actori
- Zach Galligan - William "Billy" Peltzer
- Phoebe Cates - Kate Beringer
- Hoyt Axton - Randall "Rand" Peltzer
- Frances Lee McCain - Lynn Peltzer
- Corey Feldman as Pete Fountaine
- Keye Luke - Mr. Wing (menționat ca "Bunicul", numele Mr. Wing este dezvăluit în al doilea film)
- John Louie - Mr. Wing's grandson
- Dick Miller - Murray Futterman
- Jackie Joseph - Sheila Futterman
- Polly Holliday - Mrs. Ruby Deagle
- Judge Reinhold - Gerald Hopkins
- Edward Andrews - Mr. Roland Corben
- Glynn Turman - Mr. Roy Hanson
- Belinda Balaski - Mrs. Joe Harris
- Scott Brady - Sheriff Frank
- Jonathan Banks - Deputy Brent
- Harry Carey, Jr. - Mr. Anderson
- Kenny Davis - Dorry
- Nicky Katt & Tracy Wells - Schoolchildren
- Mushroom - Barney

### Voci
- Frank Welker - Stripe, Mogwai & Gremlins
- Howie Mandel - Gizmo
- Don Steele - Rockin' Ricky Rialto
- Marvin Miller - Robby the Robot (nem)